# Brumaire

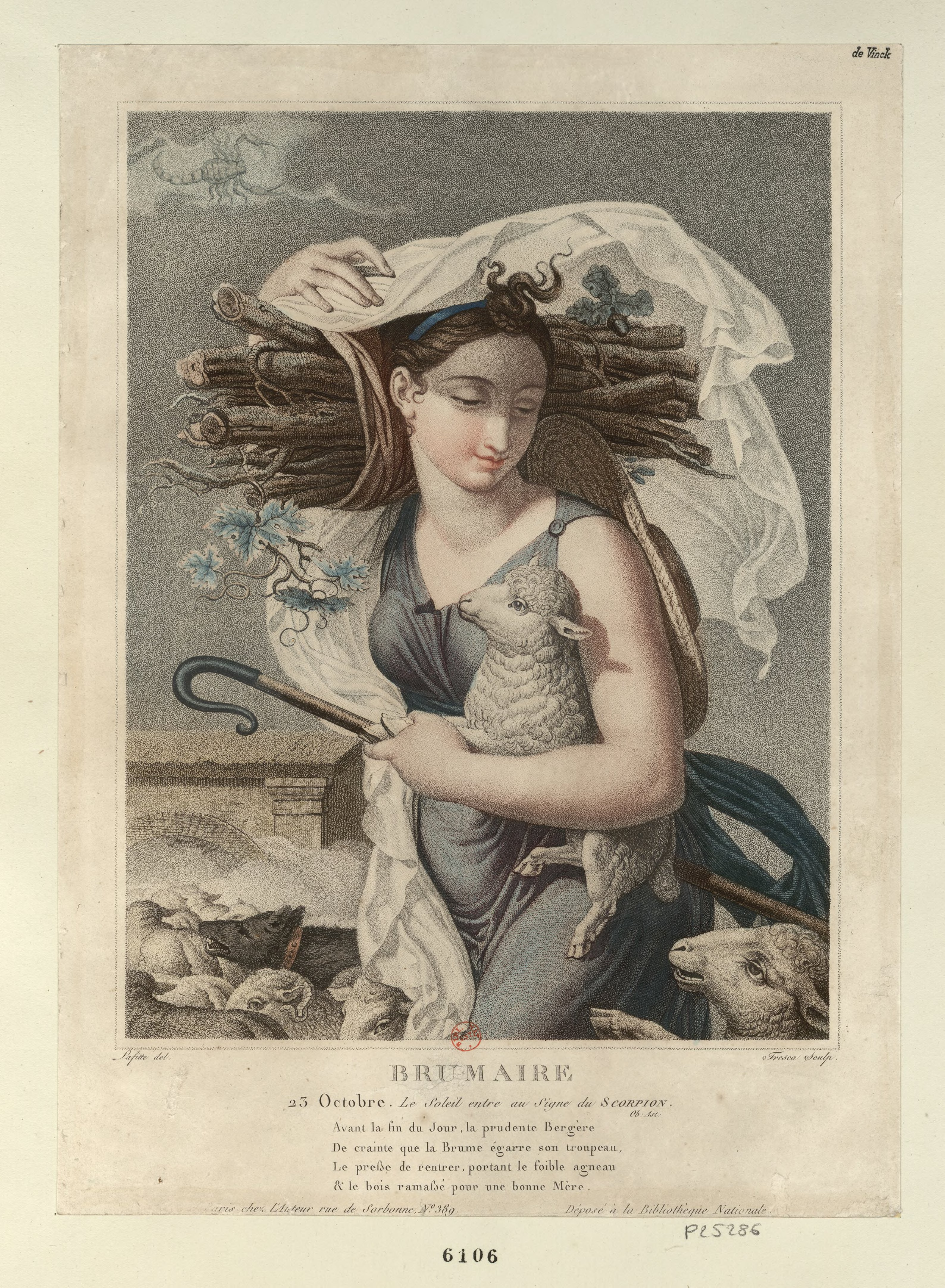
A hónap allegorikus ábrázolása

Brumaire (ejtsd: brümer), magyarul: Köd hava, a francia forradalmi naptár második, őszi hónapja.
Megközelítően – az évektől függően egy-két nap eltéréssel – megegyezik a Gergely-naptár szerinti október 22-étől november 20-áig terjedő időszakkal, amikor a Nap áthalad az állatöv Skorpió csillagképén.
A francia brume, „párásság, ködfátyol” szóból származik, mivel „az októberről novemberre váltó természet ködöket és alacsony ködpárát izzad ki magából”, olvasható Fabre d’Églantine költő javaslatában, melyet 1793. október 24-én, a „Naptárkészítő Bizottság” nevében nyújtott be a Nemzeti Konventnek.
A Brumaire hónap adja a nevét annak a VIII. esztendő Köd hava 18-i (1799. november 9.) államcsínynek is, amellyel Bonaparte Napóleon tábornok kiűzette az 500 szenátort a saint-cloud-i tanácsteremből, megdöntve ezzel a Direktórium hatalmát, majd új alkotmányt kreált, amely neki, mint első konzulnak biztosította a hatalmat.

## Átszámítás
| I. év | II. év | III. év | V. év | VI. év | VII. év |

| október | 1792 | 1793 | 1794 | 1796 | 1797 | 1798 | november |

| I. év | II. év | III. év | V. év | VI. év | VII. év |

| október | 1792 | 1793 | 1794 | 1796 | 1797 | 1798 | november |

| IV. év | VIII. év | IX. év | X. év | XI. év | XIII. év | XIV. év |

| október | 1795 | 1799 | 1800 | 1801 | 1802 | 1804 | 1805 | november |

| IV. év | VIII. év | IX. év | X. év | XI. év | XIII. év | XIV. év |

| október | 1795 | 1799 | 1800 | 1801 | 1802 | 1804 | 1805 | november |

| XII. év |

| október | 1803 | november |

| XII. év |

| október | 1803 | november |

## Napjai
| A "Brumaire" hónap napjai | A "Brumaire" hónap napjai | A "Brumaire" hónap napjai  | A "Brumaire" hónap napjai | A "Brumaire" hónap napjai | A "Brumaire" hónap napjai | A "Brumaire" hónap napjai |
| ------------------------- | ------------------------- | -------------------------- | ------------------------- | ------------------------- | ------------------------- | ------------------------- |
|                           | 1. dekád                  | 1. dekád                   | 2. dekád                  | 2. dekád                  | 3. dekád                  | 3. dekád                  |
| Primidi                   | 1.                        | Pomme (alma)               | 11.                       | Salsifis (feketegyökér)   | 21.                       | Bacchante (bacchánsnő)    |
| Duodi                     | 2.                        | Céleri (zeller)            | 12.                       | Macre (sulyom)            | 22.                       | Azerole (vadnaspolya)     |
| Tridi                     | 3.                        | Poire (körte)              | 13.                       | Topinambour (csicsóka)    | 23.                       | Garance (festőbuzér)      |
| Quartidi                  | 4.                        | Betterave (répa)           | 14.                       | Endive (endívia)          | 24.                       | Orange (narancs)          |
| Quintidi                  | 5.                        | Oye (liba)                 | 15.                       | Dindon (pulyka)           | 25.                       | Faisan (fácán)            |
| Sextidi                   | 6.                        | Héliotrope (kerti vanília) | 16.                       | Chervis (cukorgyökér)     | 26.                       | Pistache (pisztácia)      |
| Septidi                   | 7.                        | Figue (fuge)               | 17.                       | Cresson (zsázsa)          | 27.                       | Macjonc (szagos bükköny)  |
| Octidi                    | 8.                        | Scorsonère (artifiola)     | 18.                       | Dentelaire (ólomgyökér)   | 28.                       | Coing (birsalma)          |
| Nonidi                    | 9.                        | Alisier (berkenyefa)       | 19.                       | Grenade (gránátalma)      | 29.                       | Cormier (házi berkenye)   |
| Decadi                    | 10.                       | Charrue (eke)              | 20.                       | Herse (borona)            | 30.                       | Rouleau (henger)          |